# Wilhelm Kienzl
Wilhelm Kienzl (Waizenkirchen (Oberösterreich), 17 januari 1857 – Wenen, 3 oktober 1941) was een Oostenrijks componist, pianist en dirigent.

## Levensloop
In 1860 verhuisden zijn ouders naar Graz, waar hij op jonge leeftijd muzikaal onderricht kreeg met vioolles van Ignaz Uhl en pianoles van Johann Buwa.
In 1874 ging hij naar Wenen waar hij compositielessen volgde bij Wilhelm Mayer-Rémy, muziekesthetica bij Eduard Hanslick en muziekgeschiedenis bij Friedrich von Hausegger.
In 1876 vervolgde hij zijn studie aan het conservatorium van de Universiteit van Praag bij Josef Krejčí en het jaar daarop, in 1877, gedurende korte tijd bij Franz Liszt in Weimar.
In die tijd maakte hij ook kennis met de Bayreuther Festspiele, alwaar de muziek van Richard Wagner diepe indruk op hem maakte.
Afgestudeerd in 1879 reisde hij als pianist en dirigent Europa door, en keerde in 1886 terug naar Graz waar hij de leiding kreeg van de Steiermärkische Musikverein.
In 1895 ging zijn derde opera Der Evangelimann in première (zijn meest bekende werk), met een succes dat geen van zijn latere werken zou evenaren.
In 1917 vestigde hij zich in Wenen, hier overleed in 1919 zijn eerste vrouw, de wagnersopraan Lili Hoke, twee jaar later in 1921 trouwde hij opnieuw met Henny Bauer, de librettoschrijfster van zijn laatste drie opera's.
Op het gedicht "Deutschösterreich, du herrliches Land" van Dr. Karl Renner, componeerde hij in 1920 de muziek. Tot 1929 zou dit stuk gelden als het onofficiële volkslied van de eerste Oostenrijkse republiek.
Met de opkomst van een nieuwe generatie componisten veranderde ook de muzieksmaak van het operapubliek. De atonaliteit deed haar intrede middels componisten als Schönberg en Berg. Dit maakte dat men zijn werken oubollig begon te vinden, waardoor deze van de opvoeringslijsten van de theaters afgevoerd werden. Om die reden componeerde hij na 1926 geen grote werken meer en vanwege zijn gezondheid moest hij in 1936 definitief stoppen.

## Werken
In zijn autobiografie Meine Lebenswanderungen schreef Wilhelm Kienzl: ’Ik zie mezelf zeker niet als een buitengewoon artiest; maar ik geloof dat ik een man met eerlijke en oprechte gevoelens ben die goed gebruikgemaakt heeft van zijn kleine talent’. Kienzl bewees dat zelfs een man met zo’n gewone dunk van zichzelf een groot internationaal artistiek succes kon componeren: met zijn opera Der Evangelimann. Deze opera was aan het begin van de 20e eeuw een van de meest succesvolle in het toenmalige repertoire. Pas na de Tweede Wereldoorlog, vermoedelijk door de opkomst van de muzikale avant-garde en de weerstand tegen truttige in algemene zin, Biedermeier-achtigheid, verflauwde de interesse voor dit werk. Was Kienzl’s muziek truttig? Enkele heropnames van zijn werk - Der Evangelimann werd in 1967 aan de Weense Volksoper met groot succes ontvangen en de platenopname uit 1981 met Siegfried Jerusalem en Helen Donath was ook een groot succes - wijzen naar een tegendeel. Critici, bijvoorbeeld Friedrich Herzfeld, serveren Kienzl af als een ‘Wagner-imitator’. Meerdere componisten uit die tijd, Engelbert Humperdinck, Richard Strauss, Max von Schillings o.a., kregen hetzelfde stempel. Dan ligt de tweede vraag ‘is het naijveren van, of zich laten beïnvloeden door Wagners stijl slecht? voor de hand. Wagners invloed ís nu eenmaal enorm. Kienzls werk heeft Wagneriaanse elementen maar hij combineert – met een soort commercieel gevoel – elementen uit de toentertijd in de mode zijnde Italiaanse operastroming verismo, het Weense volkstoneel met zijn sentimentele tendensen en de Duitse Biedermeier-opera met de muzikale invloed van Albert Lortzing.
Kienzls debuut als operacomponist maakte hij met de opera Urvasi. De tekst is gebaseerd op een drama van de Indiase dichter Kālidāsa. Ernst von Schuch, toenmalig intendant en directeur van de Saksische Hofopera in Dresden noemde deze opera tegenover Kienzl ‘dit is jouw Rienzi’ (Wagners doorbraak in artistieke zin). Het is een ambitieuze eerste opera en als een echte Wagner-imitatie hield het niet lang repertoire. Von Schuch dirigeerde de première in Dresden in 1886 en er volgde nog wat opvoeringen in Graz, Linz en Praag. Kienzl reviseerde het werk, maakte het korter en hoopte daarmee het drama te versnellen, maar dit had ook geen succes. Voor de première van Urvasi was Keinzl overigens ook al met een nieuwe opera begonnen waar hij veel van verwachtte. Dit was Heilmar der Narr, een verlossingsopera à la Wagner waar hij veel tijd en energie in stak. Op 8 april 1892 kon Kienzl de première dirigeren en de opera had enig succes in Berlijn aan de hofopera aldaar. Het succes was echter van korte duur en ook dit werk hield geen repertoire. Kienzls talent – dat hij toch met deze twee opera’s tentoon spreidde – was voldoende om hem aan te stellen als artistiek directeur van de Steiermarkse Muzikale Sociëteit; dit gaf hem wat financiële armslag. Hij werd aangesteld als dirigent bij de Münchense Hofopera maar na een jaar verliet hij deze stad alweer.
Tussen 1892 en 1895 besteedde hij al zijn tijd aan wat zijn grootste succes zou worden: de opera Der Evangelimann. Deze nieuwe opera beleefde haar première op 4 mei 1895 aan de koninklijke hofopera van Berlijn en het overdonderende succes zorgde er mede voor dat Kienzl nooit meer een betaalde baan hoefde aan te nemen. Tussen 1897 en 1917 woonde Kienzl in Graz en hij toerde Europa rond, voornamelijk Der Evangelimann dirigerend. Hij componeerde tussentijds koorwerken, liederen met piano- en orkestbegeleiding. Tot het componeren van grootschalige orkestwerken kwam hij nooit. Hij kan gezien worden als een meester in de kleine vorm. Dit lijkt tegenstrijdig met de operawerken maar deze zijn meestentijds een aaneenschakelingen van liederen, korte scènes, en monden nooit uit in groots vuurwerk. Kienzl wordt vooral in verband gebracht met zijn meest succesvolle opera en als concentratiepunt daarvan nog de aria ‘Selig sind, die Verfolgung leiden’ die iedere grote en kleine tenor wel in zijn repertoire had. Met Der Evangelimann liftte Kienzl ook handig mee op de trend van die tijd: de Italiaanse verismo. Zijn composities na Der Evangelimann zijn geen klonen ervan en tonen zijn veelzijdigheid aan.
De opvolger van Der Evangelimann, Don Quixote, was volslagen anders (alhoewel Kienzl wel mikte op een succesvervolg). Het is een muzikale tragedie, een groots opgezet werk dat qua omvang, orkest- en rollenbezetting een gooi doet naar de ‘Grand Opéra’ (maar het niet is). Deze opera werd echter Kienzls probleemkind. Ondanks alle moeite die in de première waren gestoken – Berlijn, 1898 – met een eerste klas rolbezetting en grootste decors en kostuums, was de publieke ontvangst lauwtjes. Het werk – dat bijna overloopt van kwaliteit – werd enkele keren herzien en in 1936 in die vorm in Wenen heropgenomen maar kreeg bij het publiek geen voet aan de grond. Kienzl ervoer eerst een blokkade om verder te werken. Pas in 1907 kwam er van hem weer een nieuw werk. Het was het kerstsprookje Knecht Ruprecht’s Werkstatt gevolgd door Der Kuhreigen in 1909. Vooral de laatste opera werd warm ontvangen en Kienzl stond weer in het middelpunt van de belangstelling.
Der Kuhreigen werd in Wenen, tijdens de première daar in 1911, als een sensatie ontvangen. Meer dan 100 andere operatheaters ruimde plaats in voor dit nieuwe werk. De opera werd in 7 talen vertaald en werd van Roemenië tot London en New York veelvuldig opgevoerd. In de jaren 1930 taande de interesse voor het werk. De plot van de opera doet denken aan die van Umberto Giordano’s Andrea Chenier en Kienzl nam ermee sterk afscheid van zijn Wagner-invloeden. Het lied ‘Zu Straßburg auf der Schanz’ was in die tijd een hit in alle salons en werd door alle bekende (en minder bekende) tenoren op het repertoire gehouden. De opvolger van deze opera, Das Testament, ging in december 1916 aan de Weense Volksoper in première en wordt gezien als een van Kienzls beste werken. Brede populariteit kan het werk, tenzij het vertaald zou worden, echter niet krijgen omdat het geschreven is in het Stiermarkse dialect. Das Testament kreeg nog twee opvolgers: Hassan der Schwärmer (première in Chemnitz in 1925) en Sanctissimum, een melodrama in 1 akte. Kienzls componeercarrière was daarmee voorbij.

### Opera's
- Urvasi op. 20 (1886)
- Heilmar der Narr op. 40 (1892)
- Der Evangelimann op. 45 (1895)
- Don Quixote op. 50 (1898)
- In Knecht Ruprechts Werkstatt op. 75 (1907)
- Der Kuhreigen op. 85 (1911)
- Das Testament op. 90 (1916)
- Hassan der Schwärmer op. 100 (1925)
- Sanctissimum op. 102 (1925)
- Hans Kipfel op. 110 (1926)

### Overige werken
- Toneelmuziek
- Orkestwerken
- Kamermuziek
- Pianomuziek en
- Liederen